# Kung-fu sárkány
A Kung-fu sárkány (kínai: 龍在天涯, pinjin: Long zai tian ya, magyaros átírásban: Lung caj tien ja, angol címén Dragon Fight) Jet Li 1988-as akciófilmje, azon kevés hongkongi akciófilmek egyike, melyet az Amerikai Egyesült Államokban forgattak. Ez Li egyetlen olyan filmje, ahol együtt szerepel az akkor még ismeretlen Stephen Chow-val, illetve későbbi feleségével Nina Li Chivel. Li a filmben egy kínai harcművészt alakít, aki bajba kerül egy amerikai bemutató során. 